# Grammitis minor
Grammitis minor là một loài dương xỉ trong họ Polypodiaceae. Loài này được Jenman Proctor mô tả khoa học đầu tiên năm 1982.